# Peter Herrmann (Politiker)
Georg Peter Herrmann (* 21. Februar 1828 in Schwanheim; † 3. Januar 1902 in Darmstadt) war ein deutscher Beamter, Politiker (Nationalliberale Partei) und Landtagsabgeordneter des Großherzogtums Hessen.
Peter Herrmann war der Sohn des Landwirts und Kastenmeisters Ludwig Herrmann (1797–1862) und dessen Frau Margarethe geborene Schmidt (1801–1853). Peter Herrmann, der evangelischer Konfession war, heiratete am 7. April 1863 Anna Maria geborene Dilger (1834–1917). 
Herrmann war Oberfeuerwerker beim großherzoglichen Artillerie-Corps. Er wurde 1862 Gehilfe 2. Klasse beim Hauptzollamt Mainz, 1867 Hauptzollamtsassistent 1. Klasse in Mainz und 1869 Kontrolleur beim Nebenzollamt 1. Klasse Bensheim mit der Ortseinnehmerei. 1872 wurde er Nebenzollamtsrendant in Bensheim. 1889 wurde er nach Bingen als Hauptsteueramtsrendant versetzt. Nach der Ernennung zum Regierungsrat 1896 wurde er 1898 pensioniert.
In der 26. bis 28. Wahlperiode (1887–1893) war er Abgeordneter der zweiten Kammer der Landstände des Großherzogtums Hessen. In den Landständen vertrat er den Wahlbezirk Starkenburg 5/Fürth.